# ريتشارد إم. إدواردز
ريتشارد إم. إدواردز هو سياسي أمريكي، ولد في 31 ديسمبر 1822 في فيلادلفيا في الولايات المتحدة، وتوفي في 19 يناير 1907 في جونسون سيتي في الولايات المتحدة. نشط حزبياً في الحزب الديمقراطي. وقد انتخب عضو مجلس نواب تينيسي ‏.